# Železniško postajališče Ljubljana Vodmat
Železniško postajališče Ljubljana Vodmat je železniško postajališče v Ljubljani, ki je priročno za dostop do predelov Vodmat, Moste, Kodeljevo in tudi za dostop do Univerzitetnega kliničnega centra.
Postajališče sestoji iz enega perona v dolžini 150 m, ki poteka vzporedno z Grablovičevo ulico. Prometu so ga predali 15. decembra 2002.
Z mesta, kjer danes stoji postajališče, so v času 1. svetovne vojne zgradili dve obvoznici, ki naj bi promet z dolenjske proge preusmerili mimo preobremenjene glavne železniške postaje. z vodmatskim lokom (ki je bil po 2. svetovni vojni za nekaj časa ponovno zgrajen) so promet usmerili neposredno (brez menjave smeri) proti Zasavju, z obvoznico Dravlje - Vodmat pa so promet usmerili neposredno na gorenjsko progo.